# Quadhelix
Un quadhelix, ou quad'helix, est un appareil orthodontique en fil métallique, à base de ressorts, attaché aux bagues des deux molaires supérieures et utilisé pour agrandir le périmètre buccal, par version des molaires, et non pas par expansion de la base osseuse de la voûte palatine, ou pour tourner les molaires maxillaires qui y sont attachées (déverrouillage de l'occlusion).